# Nanine Bassot
Pour les articles homonymes, voir Bassot.
Nanine Bassot, née le 5 décembre 1901 à Paris et morte le 24 mars 1989 à Soisy-sur-École, est une compositrice française. 

## Éléments biographiques
Nanine Bassot est née Anne Marie Brice, le 5 décembre 1901 à Paris dans le 8e arrondissement,.
Elle épouse à Paris (13e arrondissement) Paul Maurice Bassot le 23 juin 1924,.
Nanine Bassot meurt le 24 mars 1989 à Soisy-sur-École,. Elle repose dans le caveau familial de la 34e division du cimetière du Père-Lachaise.

## Œuvres

### Pour piano à quatre mains
- Première suite de pièces enfantines, publiée chez Heugel en 1953[5],[6] :
  - Grave
  - Choral
  - L'insouciant
  - Complainte
  - Les cloches
  - Marche
  - Romance
  - La moqueuse
  - Berceuse
  - Pâques
  - Appel de clairon
- Deuxième suite de pièces enfantines, publiée chez Heugel en 1955[7] :
  - En flânant
  - Un pauvre petit
  - Le petit navire
  - Seconde berceuse
  - Hait les couleurs !
  - Prière
  - Chansonnette
  - Pluie
  - Espagne
  - Bourrée
  - Histoire de brigands

### Contes musicaux
- Le Prince et la Demoiselle, sur un texte de Georges Dobbelaere, 1961[8] ;
- Les Cinq compagnons, 1961 ;
- Le père de Foucauld, 1961 ;
- Mermoz, 1961 ;
- Saint-Paul, 1961.